# To Plant a Seed
To Plant a Seed ist das Debütalbum der US-amerikanischen Post-Hardcore-/Trancecore-Band We Came as Romans aus Troy, Michigan. Es erschien am 3. November 2009 via Redfield Records (Europa) und Equal Vision Records (weltweit). To Plant a Seed wurde von Joey Sturgis produziert. In diesem Album sind auch die beiden Titel Dreams und Intentions aus der 2008 in Eigenregie veröffentlichten Dreams EP, welche auch bereits von Sturgis produziert wurde, zu finden. Als Gastsänger ist Tyler Smith von The Word Alive im Stück Intentions zu hören.
Der Sound kann als Metalcore-lastiger Post-Hardcore beschrieben werden; aufgrund des Einflusses aus der Elektronischen Musik ist auch die Einordnung in das Trancecore-Genre durchaus zutreffend. Durch orchestrale Einschübe wirkt der Sound ziemlich melodiös, wie im Symphonic Metal.
Aufgrund der meist positiv ausgerichteten Songtexte wird die Gruppe innerhalb der Szene oft dem Christlichen Metal zugeordnet. Die Band selbst beschreibt sich nicht als christliche Band, da ihre Songtexte keine christlichen Themen aufgreifen. Allerdings sind manche Mitglieder der Gruppe gläubige Christen. Das Album verkaufte sich bisher 77.000 mal weltweit und stieg auf Platz 175 der US-Charts ein. Während To Plant a Seed in der Fachpresse auf überwiegend positive Resonanz stieß, erhielt das Album in Online-Musikportalen eher durchwachsene Kritiken.

## Entstehung

### Vorgeschichte
Nachdem die Band im Jahr 2008 ihre Dreams EP in Eigenregie mit Produzent Joey Sturgis aufgenommen und produziert haben, wurde We Came as Romans im April des Jahres 2009 von Equal Vision Records unter Vertrag genommen. Die Gruppe hat die Produktion dieser EP selbst gebucht und finanziert, weswegen die Musiker zeitweise bei McDonald’s arbeiten mussten, um die Kosten zu stemmen. Die EP erhielt ziemlich positive Kritiken, sodass das Label der Gruppe einen Plattenvertrag unterbreitete. Im November bezog We Came as Romans erneut mit Joey Sturgis das Studio, um mit den Aufnahmen des Albums zu beginnen.

### Produktion und Veröffentlichung

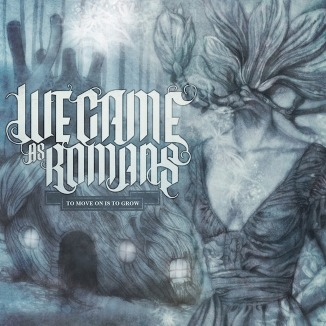
Das Cover zur Single To Move on Is to Grow

To Plant a Seed wurde in dem The Foundation Recording Studio in Connersville, Indiana von Joey Sturgis produziert. Die Studioarbeiten dauerten von November 2008 bis Mai 2009.
Für das Album entstanden zwei Musiksingles: To Plant a Seed, die gleichnamige Single zum Album, erschien am 11. Mai 2010 mitsamt Musikvideo. Die zweite Single, To Move on Is to Grow, erschien am 14. Dezember des gleichen Jahres. Letztere Single entstand als die Gruppe zwischen dem 15. Juni und 20. Juni 2010 gemeinsam mit Sturgis das Studio bezog. To Move on Is to Grow wurde allerdings nicht auf dem regulären Album, sondern erst auf der Deluxe-Edition als Bonustitel eingespielt. Auf der DVD ist zudem das Musikvideo zu dem Stück zu finden. Zudem enthält diese DVD weiteres Zusatz-Material: Die Mitschnitte wurden auf verschiedenen Konzerten der Band aufgenommen. So stammen die Live-Aufnahmen von Roads That Don’t End and Views That Never Cease vom 3. September 2010 von ihrem Konzert im Peabody’s in Cleveland, Ohio; die Aufnahmen von To Move on Is to Grow, Intentions, To Plant a Seed und We Are the Resons wurde fünf Tage später im New Brookland Tavern in Columbia, South Carolina gefilmt. Das Musikvideo zu To Move on Is to Grow wurde von Dan Dobi gedreht.
Das reguläre Album wurde am 3. November 2009 veröffentlicht und die Deluxe-Edition erschien am 18. Januar 2011. Im Mai 2012 wurde bekannt, dass das Album zusammen mit Understanding What We’ve Grown to Be als Vinyl-Schallplatte in einer Auflage von 2.000 Stück via Equal Vision Records neu aufgelegt werden sollte. Diese wurden schließlich am 19. Juni 2012 veröffentlicht.

### Cover
Das Cover zeigt einen Jungen, aus dessen Hände Bäume sprießen. Die Wurzeln sind dabei mit dem Nervensystem verbunden. Laut Sänger Joshua Moore soll das Cover den Inhalt des Albums widerspiegeln. Laut Moore wurde dem „unschuldig aussehenden Jungen ein Samen ins Gedächtnis gepflanzt, welcher bis zu seinem Herz wächst.“ Das Cover wurde von dem Grafikdesigner Paul Romano, der bereits für Mastodon und Chiodos arbeitete, entworfen.

### Songs und Stellung zur Religion
Die Texte und die Musik der Songs, welche auf das Album fanden, wurden von Gitarrist Joshua Moore in Zusammenarbeit mit David Stephens (Gesang) und Kyle Pavone (Keyboards) geschrieben und komponiert. Laut einem Interview mit dem Online-Magazin Kill Your Stereo schrieb Moore einen Großteil seiner Texte in seiner Freizeit und lediglich, laut seiner Aussage, 15 Prozent, während Konzertreisen.
Alleine die lebensbejahende und positive Einstellung der Musiker in ihren Texten wurde der Band oft einen christlichen Hintergrund attestiert. Die Band dementiert, dass durch die Texte religiöse oder politische Botschaften vermittelt werden sollen, allerdings bestreitet die Band nicht, dass einige Musiker innerhalb der Band gläubige Christen sind. Auch sieht die Band die Diskussion, ob es sich bei We Came as Romans um eine christliche Metal-Band handle oder nicht, nicht als problematisch an.

### Albumversionen
Das Album wurde erstmals am 3. November 2009 über Equal Vision Records (weltweit) und Redfield Records (Europa) vertrieben. Am 18. Januar 2011 erfolgte eine Wiederveröffentlichung des Albums mit einem Bonustitel und einer Zusatz-DVD. Im Mai 2012 wurde To Plant a Seed als Schallplatte über Equal Vision vertrieben:
- 3. November 2009: Reguläres Album mit 10 Stücken
- 3. November 2009: Digipak-Version (u. a. bei Impericon)
- 18. Januar 2011: Deluxe Edition im Slipcase mit dem Bonustitel To Move on Is to Grow und einer DVD mit 38-Minuten-Zusatmaterial, darunter Behind the Scenes, Live-Mitschnitte von Konzerten und dem offiziellen Musikvideo zu To Move on Is to Grow (limitiert auf 1.000 Stück)[7]
- 19. Juni 2012: To Plant a Seed auf Vinyl-Schallplatte gemeinsam mit Understanding What We’ve Grown to Be veröffentlicht, limitiert auf 2.000 Stück:
  - Opak-Blau/Weiß (100 Stück, erhältlich nur bei MerchNow)
  - Dunkelblau (600 Stück, erhältlich nur bei MerchNow)
  - Opak-Pink (300 Stück, nur auf Konzerten der Band erhältlich)
  - Clear (1.000 Stück, in allen Verkaufsläden)
- Download-Album:
  - seit dem 1. Februar 2010 bei Amazon
  - seit 2009 bei ITunes

### Vermarktung
To Plant a Seed wurde im europäischen Raum über dem deutschen Label Redfield Records vertrieben, allerdings vermarktet das Label das Album nicht in den Niederlanden, Belgien, Luxemburg und im Vereinigten Königreich. In den Benelux-Staaten erfolgte die Vermarktung über Aces High Promotion, im Vereinigten Königreich über Public City PR. Für den japanischen Markt wurde das Album über Triple Vision Entertainment am 21. April 2010 veröffentlicht.

## Lieder
Das reguläre Album, das im November 2009 über Equal Vision Records und Redfield Records herausgebracht wurde, enthält zehn Titel. Am 18. Januar 2011 wurde das Album in zweiter Auflage mit einem Bonus-Titel und einer DVD, welche Zusatz-Material, Live-Ausschnitten und dem offiziellen Musikvideo zu To Move on Is to Grow enthält, in einer Deluxe Edition wiederveröffentlicht.

### Inhalt und Hintergrund der Texte
Alle Songtexte der Band vermitteln eine positive Nachricht. Laut Josh Moore ist das ganze Album eine Anleitung um Schritt für Schritt ein glückliches Leben zu erlangen, ohne das dabei ein Glücksverlust besteht.
Allerdings wird der Gruppe aufgrund dieser Texte häufig unterstellt eine religiöse Metalcore-Band zu sein, was die Gruppe verneint. Auch führt das Zitieren aus der Bibel zu dieser Diskussion.

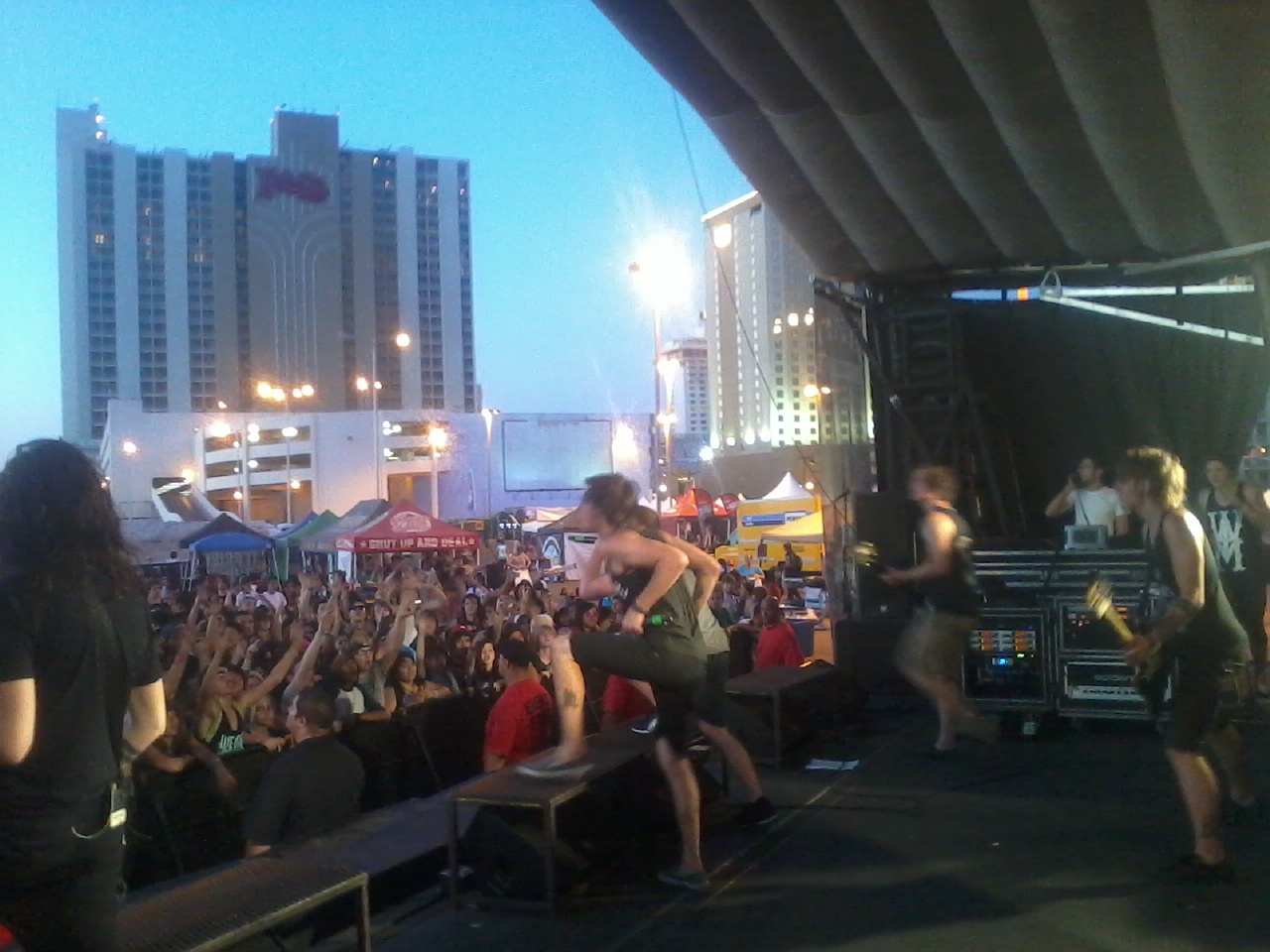
We Came as Romans live in Las Vegas (2011)

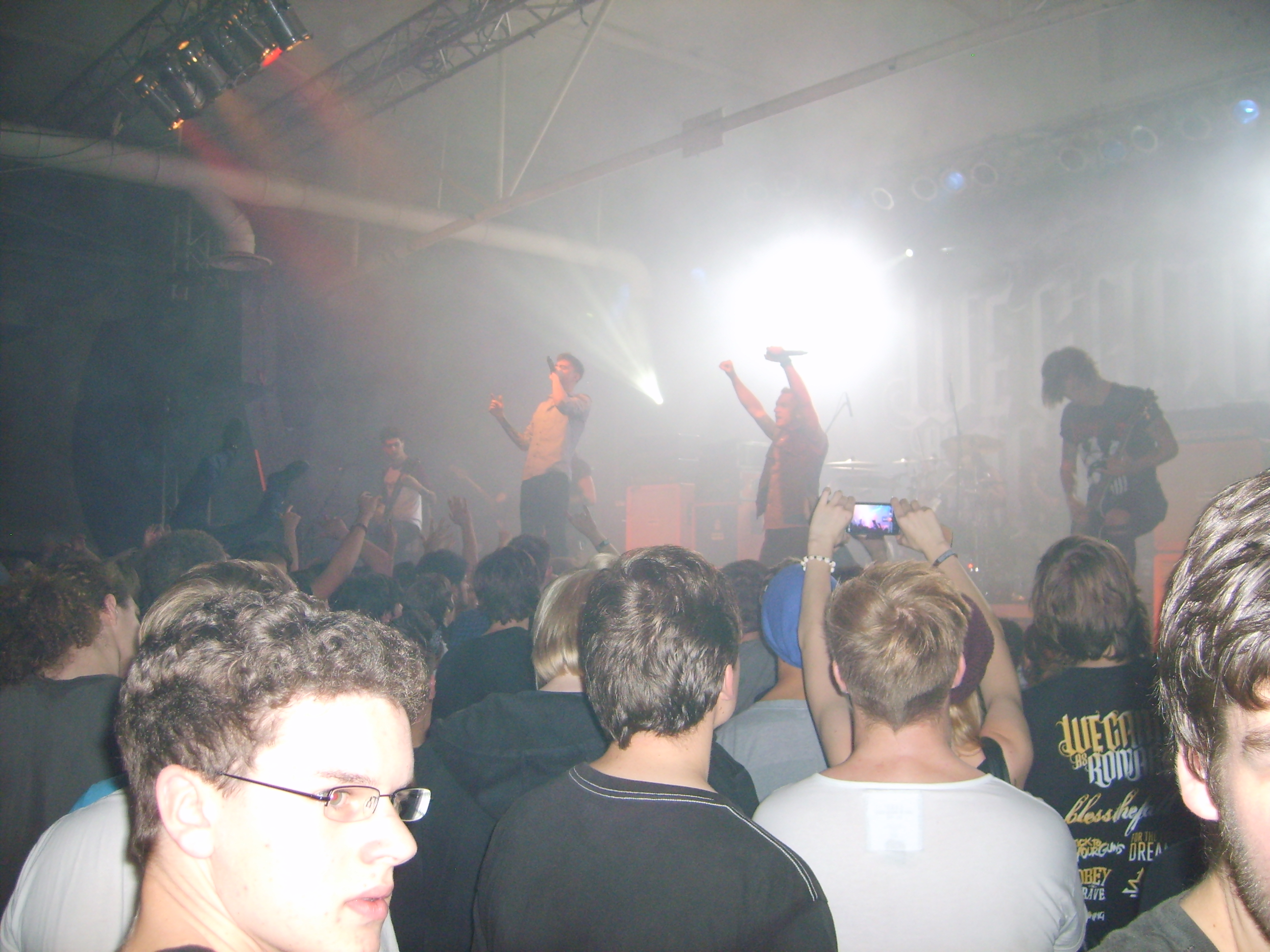
We Came as Romans auf der Impericon Never Say Die! Tour 2012 in der Essigfabrik, Köln

- In To Plant a Seed wird anfangs beschrieben wie aus einem gepflanzten Samen ein wundervoller Baum heranwächst, wo jeder Ast verschieden aussieht und alte zerbrechliche Äste und Zweige durch Neue ersetzt werden. Im weiteren Verlauf vergleichen die Musiker ihr Leben mit diesem imaginären Baum.
- Broken Statues ist metaphorisch zu verstehen: In diesem Lied ist die Rede, dass der Mensch nach Erneuerung strebt. In diesem Song ist erstmals ein religiöser Hintergrund zu finden („Show me your hands, let me wash them clean“). Es richtet sich an Menschen die „hassen“ und zeigt diesen auf, dass es niemals zu spät ist ihr Leben zu verändern.
- Intentions ist einer von zwei Songs von der Dreams EP neu eingespielt wurden. Als Gastmusiker ist Tyler Smith von The Word Alive zu hören. Der Text soll unter anderem vermitteln, dass der Mensch ohne die Gemeinschaft nicht leben kann und dass man keine bestimmte Person lieben kann, ohne vorher gelernt zu haben alle Menschen zu lieben.
- Roads That Don’t End and Views That Never Cease beschreibt eine Fernbeziehung. Manche der Musiker waren zeitweise in einer Beziehung, allerdings bestand das Leben der Band größtenteils aus touren, sodass das Aufrechterhalten der Kontakte zu Familie und Freunde schwierig war.[1]
- Dreams ist die zweite Neu-Interpretation aus der Dreams EP, welche damals noch ohne Plattenlabel produziert wurde. Kritiker lobten, dass die Gruppe den Sound bei Dreams und auch bei Intentions stark verbessern konnten, was auf der EP stark nach Chaos klang. In diesem Stück geht es um eine Person, die den falschen Weg einschlägt, was dem Protagonisten das Herz zerbricht.
- We Are the Reasons beschreibt, dass der Mensch der Grund für die gesellschaftlichen Probleme ist. Zugleich ist er allerdings auch in der Lage diese Probleme zu beseitigen. Das Lied soll sagen, dass der Mensch selbstständig diese Probleme lösen kann. Allerdings wird beschrieben, dass sich Leidenschaften und Krankheit negativ auf den Menschen wirken.
- In Beliefs versucht der Protagonist die Menschen gezielt auf das Vertrauen am Leben anzusprechen, stößt aber auf eine ablehnende Reaktion. Gegen Ende des Stückes wird die Liebe als ein „unendliches Wunder“ bezeichnet. Er fordert die Menschen auf, das im Leben Gelernte zu vergessen, da diese nicht die Antwort auf das Leben sein könne.
- I Will Not Reap Destruction hat eine tiefere Bedeutung: Es beschreibt die Stellung einzelner Musiker von We Came as Romans zur Religion. In dem Stück wird zudem aus dem Neuen Testament, der Galater zitiert. („I will not reap destruction, but life instead“, Galater Vers 4)
- Searching, Seeking, Reaching, Always soll eine Motivion darstellen ein besserer Mensch zu werden. Es wird gesagt, dass es nicht leicht fallen wird, aber durch eigenständiges Handeln und Versuchen, am Ende das Ziel erreichbar ist.
- An Ever-Growing Wonder handelt zum einen von einer Beziehung zweier Personen, die bereits schlechte Erfahrungen in früheren Beziehungen durchlebt haben. Es wird beschrieben, dass die beiden Menschen sich gegenseitig unterstützen müssen, das sie aufgrund ihrer Vergangenheit leicht verletzbar sind. Zum anderen wird gefordert, dass man immer sich selbst treu bleiben und sich nicht für andere verstellen soll, um sich ein glückliches Leben aufzubauen.
- To Move on Is to Grow ist ein Stück, der klarmachen soll, dass jeder Schritt nach vorne bedeutet innerlich zu wachsen und erwachsener zu werden. Auch hier wird deutlich, dass viele Menschen den „falschen Weg“ einschlagen und einer falschen Motivation folgen, was die Gruppe zu vermitteln versucht.[Anmerkung 1]

## Musikstil

### Musik
Die Musik der Band auf To Plant a Seed kann als Metalcore-lastiger Post-Hardcore beschrieben werden. Aufgrund des häufigen Einsatzes von Keyboards ist auch die Genre-Beschreibung Trancecore auf To Plant a Seed zutreffend. Teilweise sind auch Trompeten, Violinen und andere Streichinstrumente zu hören, was dem Sound zusätzlich orchestral wirken lässt, teilweise dem Symphonic Metal ähnlich (Beispiel: Intentions).
Noisecreep bezeichnet den Stil als einen Mix aus Killswitch Engage, Horse the Band und Nightwish. Dieses wurde von der Band aber teilweise dementiert.
Auch ist der häufige Wechsel von Growls, Screams und Cleangesang ein Merkmal für Post-Hardcore. Auffallend ist, dass die Gruppe bei den Aufnahmen auf drei Sänger zurückgreift, Kyle Pavone (Keyboard), Joshua Moore (Frontsänger) und Andy Glass (Bassgitarre). Dabei dominiert der Cleangesang im ganzen Album. „Gang-Vocals“, die es im Hardcore des Öfteren zu finden gibt, kommen im Album sehr selten vor. Die Musik wird von den Musikern der Band selbst komponiert und die Texte werden ebenfalls in Eigenproduktion geschrieben.

### Texte
Alle Songs auf dem Album vermitteln eine positive Message und lassen dementsprechend keine negative Nachricht zu. Die Band gab in einem Interview mit dem deutschsprachigen Online-Magazin Burn Your Ears zu, zu diesem Zeitpunkt eine rosarote Brille getragen zu haben. In einem anderen Interview verriet Joshua Moore, dass das komplette Album vermitteln soll, wie man herausfindet das eigene Leben so zu gestalten, dass man glücklich ist, welche Schritte man wagen muss, um ans Ziel zu kommen, ohne dass dabei Glück verloren geht:

„Die CD als Ganzes handelt davon, herauszubekommen, wie man mit dem Leben, das man hat, glücklich wird, und wie man die erforderlichen Schritte macht, um dem Leben, das man möchte, einen Schritt näher zu kommen, ohne dabei sein Glück zu verlieren.“

Wegen ihrer positiven Einstellungen in den Songtexten auf To Plant a Seed wurde die Gruppe oftmals zu den christlichen Metalcore-Bands gezählt. Im Metal Hammer wird ebendiese „positive und lebensbejahende Einstellung“ als ein Grund für diese Diskussion genannt. Tatsächlich sind manche Musiker der Band gläubige Christen, allerdings zählt sich die Gruppe nicht als christliche Band, da die Gruppe mit ihren Texten weder politische noch religiöse Themen zu vermitteln versucht:

“We have Christian dudes in our band and we have non-Christian dudes in our band, and as a whole, we’re not a Christian band. We definitely get it, but we also get it a lot because our music, as a whole, has a positive message to it, and there aren’t a whole lot of bands with a positive message who aren’t Christian bands. Typically, it’s just Christian bands who promote a positive message. Just because we have a message, and it’s not about killing each other, we get the Christian band tag.”

## Rezeption

### Kommerzieller Erfolg
To Plant a Seed stieg auf Platz 6 in den Heatseekers-Charts ein, landete auf dem 13. Platz der Hardrock-Albums-Charts, den 25. Platz in den Independent Albums-Charts und positionierte sich auf Platz 175 in den offiziellen US-Charts, allesamt ermittelt durch das Billboard Magazin. In den offiziellen Charts hielt sich das Album jedoch nur eine Woche, hingegen war To Plant a Seed 32 Wochen in den Heatseekers-Charts.
Bis Juli 2011 wurden mehr als 70.000 Einheiten des Albums vertrieben. Im Januar desselben Jahres waren es bereits 45.000 verkaufte CDs. Das Album erhielt sowohl in den deutschsprachigen als auch in den englischsprachigen Medien eine durchwachsene Bewertung. Beurteilte ein Kritiker einen Punkt äußerst positiv, so war derselbe Punkt für den anderen Reviewer ein Grund für eine schlechtere Kritik.

### Promotion
Auf der Homepage von Redfield Records wurde das Album als ein Mix aus Chiodos, August Burns Red, The Devil Wears Prada und Underoath beschrieben:

„Unermüdlich gehen WE CAME AS ROMANS an ihre Grenzen und kombinieren auf ihrem Debütalbum ‚To Plant A Seed‘ Einflüsse wie das ineinander verflochtene Singen und Schreien von Underoath, den theatralischen, vom Orchester inspirierten Metal von Chiodos und die niederschmetternden Breakdowns von The Devil Wears Prada mit den positiven Lyrics von August Burns Red.“

Um das Album zu promoten, tourte die Gruppe intensiv in den Vereinigten Staaten. Die Gruppe war von Februar bis März 2010 Support auf der „The Emptiness“-Tour gemeinsam mit Alesana, A Skylit Drive, The Word Alive und Of Mice & Men. Es folgte die „We Are Not Meaningless“-Tour im April und Mai gemeinsam mit Four Letter Lie und Life on Repeat als Support. Auf einzelnen Shows spielten außerdem Whitechapel, I See Stars, Miss May I, The Devil Wears Prada, Lets Get It, VersaEmerge und Our Last Night. Die dritte und letzte Tour folgte direkt im Anschluss an der Headliner-Tour. Diese hieß „Welcome To The Circus“-Tour und lief von Mai bis Juni 2010. Die Gruppe spielte gemeinsam mit Asking Alexandria, From First to Last, Our Last Night und A Bullet for Pretty Boy.

Offizielles Bandlogo

Die Single To Move on Is to Grow wurde im August 2010 auf der offiziellen Präsenz der Band auf Facebook erstveröffentlicht. Die andere Single, To Plant a Seed, wurde auf der Equal Vision Records Compilation New Sounds 2011 neben Bands wie Pierce the Veil, Texas in July und Mozart Season exklusiv auf iTunes mitveröffentlicht. Auch erschien diese Single auf dem Sampler This Is Emo welche 2010 erschien. Auf diesem Sampler sind auch Katzenstreik, Atreyu, Funeral for a Friend, Thrice und Distance in Embrace vertreten.
Der Vertrieb des Albums über das deutsche Label Redfield Records kam zustande, weil sowohl das Label als auch die Band nach einem guten Partner in Europa suchte und sind dabei auf die Düsseldorfer Plattenfirma aufmerksam geworden. Zwischenzeitlich waren Fans der Band in der Lage das komplette Album bei Myspace vorab in voller Länge anzuhören. Auch wurde ein Musikvideo zu Roads That Don’t End and Views That Never Cease veröffentlicht. In Deutschland hatten Käufer des Debütalbums Collisions von His Statue Falls die Möglichkeit einen Song aus To Plant a Seed über 7digital kostenfrei runterzuladen. Allerdings stellte sich eine geregelte Werbekampagne als schwierig heraus, da das Album verspätet in Europa veröffentlicht wurde. Es erschien am 24. September 2010. Equal Vision hatte bereits einige Promotion in Eigenregie betrieben. In Europa erschien das Album, im Gegensatz zum US-Markt, als 4-Seitiges-Digipak.
Inzwischen steht die Gruppe beim Donzdorfer Label Nuclear Blast unter Vertrag.

### Kritiken

#### Englischsprachige Kritiken
Das britische Online-Magazin Rock Sound bewertete das Album mit 6 Punkten und schreibt, dass die Produktion sehr gelungen sei. Bei der Online-Community AbsolutePunk.net vergab der Kritiker 64 Prozentpunkte und nannte unter anderem den konstant gleich klingenden Sound als eine Ursache für das eher durchschnittliche Rating. In der Community erreichte das Album nur 3 Prozentpunkte weniger, also 61.
Andrew Leahey von Allmusic vergab 2,5 von 5 möglichen Punkten. Ähnlich bewertete Jason Schreurs von Alternative Press das Album. Er vergab 1,5 von 5 Sternen. Auch im Review Rinse Repeat erhielt das Album lediglich 1,5 Punkte.
Auch bei Sputnikmusic erhielt To Plant a Seed lediglich eine durchschnittliche Bewertung. Ultimate-Guitar bewertete das Album mit 9,1 von 10 möglichen Punkten positiv. Ryan Tallman von The New Review vergab 4,5 von 5 Sternen an To Plant a Seed. Er selbst bezeichnet die Gruppe unter anderem als christliche Metal-Band und vergleicht die Gruppe mit Underoath, The Chariot und The Devil Wears Prada. Auch empfiehlt er die Band für Fans von Blessthefall. James Shotwell von Under the Gun Reviews bewertete das Album wiederum durchschnittlich und vergab lediglich 6,5 von 10 möglichen Punkten. Er ist der Meinung, dass das Album ein „Meilenstein“ dieser Szene hätte werden können, wenn das Album ein Jahr früher veröffentlicht worden wäre.
Im britischen Musikmagazin Kerrang wurde To Plant a Seed als ein Album beschrieben, das ungeeignet für Hörer des rohen Metalcore sei, allerdings habe das Album aufgrund der angehauchten Einflüsse aus der Elektronischen Musik einen interessanten Sound, welcher sich auch im Mainstream der kommerziellen Popmusik etablieren könne. In der englischen Ausgabe des Metal Hammer heißt es sogar, dass das Album einen „langweiligen Sound wieder interessant“ mache. Der Kritiker lobt vor allem die Tracks To Plant a Seed und Dreams für den massiven Einsatz von orchestralen Klängen.

#### Deutschsprachige Kritiken
Markus Eck von der Redaktion des Online-Versandhandels EMP zeigte sich sichtlich begeistert von To Plant a Seed. Er schrieb, dass es kaum eine Melodic-Metalcore-Band gebe, die in der Lage sei, auch positive Songtexte zu verfassen. Auch zeigt er Anerkennung für die hohe musikalische Qualität der Band.

„Beeindruckend, sehr sogar. So ist es mir eine ganz besondere Freude, diese Rezension zu verfassen - denn äußerst selten schafft es eine US-Melodic-Metalcore-Band, lyrisch dermaßen positive Musik zu kreieren. Und das auch noch bei derlei hochgeschraubten Härtegraden! Grundlegend: We Came As Romans stammen aus Troy, Michigan und ‚To plant a seed‘ stellt endlich die aktuelle Europa-Veröffentlichung ihres zuvor in den USA ausgeworfenen Debutalbums dar. Weiter: Die Scheibe ist dermaßen gut, dass wirklich alles zu spät scheint! Also, selbst wenn man nicht auf solcherlei Stilistik abfährt, die riesige musikalische Qualität des blutjungen Sextetts muss einfach jeder anerkennen. Schreihals David Stephens und Klarsänger Kyle Pavone, liefern traumhafte Vokalduette bzw. -duelle ab – wer da ernsthaft weghört, hat selbst Schuld. Gegründet 2005, macht einen die große kreative und spieltechnische Reife des findigen Sechsers anhaltend Staunen. Eine willkommene Veröffentlichung also, welche ihren gigantischen Reiz vor allem aus der grenzenlosen Liebe der Urheber zum Leben an sich nährt.“

Der Kritiker des Online-Magazins Allschools hingegen zeigt weniger Begeisterung und beschreibt, dass der Fehler der Band in diesem Album, die Struktur ist, welche in jedem Song nahezu identisch klinge. Zudem beschreibt der Kritiker das Schlagzeug- und Gitarrenspiel als „08/15“, das an manchen Passagen dennoch zu überzeugen weiß. Aufgrund der ständig annähernd gleichen Songstruktur, so der Kritiker, nützen die Einschübe von Elektronik- und Klassik-Elemente nichts.
The-Pit.de vergab 9 von 10 möglichen Punkten und ist der Meinung, dass die Band für Fans von Asking Alexandria, The Devil Wears Prada, aber auch für andere Metalcore-Fans geeignet ist. Auch wird die Qualität der Musik gelobt, welche nicht nach Emocore à la A Skylit Drive klingt.
Das Helldriver Magazine vergab 4 von 7 Punkten und lobte den reichlichen Einsatz von orchestralen Einschüben und beschreibt das als einen gravierenden Unterschied zu anderen Bands der modernen Metalcore-Szene. Allerdings wird bemängelt, dass der Band die besonderen Songideen fehlen und die Breakdowns nur ganz selten darüber hinwegzutäuschen wissen.
Jan Ahrens vom Fuze Magazine beschreibt, dass die Shouts von David Stephens Parallelen zu For the Fallen Dreams aufweisen, den dominierenden Klargesang hingegen vergleicht er in guten Momenten mit Our Last Night. Allerdings ist er auch der Meinung, dass dieser Klargesang schnell auf die Nerven gehen könne. Die melodische Grundkomponente lässt den Sound interessant und abwechslungsreich klingen. Als Beispiel nennt er den Song Intentions, wo er sich von dem „Klassikintermezzo“ begeistert zeigt. Allerdings hält er das Album lediglich als durchschnittlich gelungen.